# Акоев, Владимир Петрович
Влади́мир Петро́вич Ако́ев (осет. Акъуаты Пётры фырт Владимир; 18 декабря 1930 селение Дигора Северо-Осетинская автономная область — 1997 год) — мастер спорта СССР (1957), заслуженный тренер СССР (1991) и СОАССР (1972) по тяжёлой атлетике.

## Биография
Родился 18 декабря в селении Дигора Северо-Осетинской автономной области.
Тренировался самостоятельно. Обладал большой физической силой. В 1948 году выступил на чемпионате республики и стал первым. В этом же году на чемпионате РСФСР в Сталинграде стал чемпионом. В 1950 году стал чемпионом Российского общества «Спартак».
С 1951 по 1953 года находился в рядах Советской Армии и неоднократно выигрывал первенство Вооружённых Сил.
В 1955 году стал чемпионом СССР среди молодёжи и входит в состав сборной команды СССР.
В 1957 году стал чемпионом РСФСР во Владикавказе и установил два рекорда РСФСР (в жиме — 145 кг и в рывке — 139,5 кг.). Представлял общество «Спартак» (Ростов-на-Дону).
В 1969 году окончил факультет физического воспитания и спорта Северо-Осетинского государственного университета имени Коста Левановича Хетагурова и стал работать тренером.
Является основателем осетинской школы тяжёлой атлетики. Он внёс огромный вклад в развитие тяжёлой атлетики в Северной Осетии. Подготовил больше 100 мастеров спорта, среди которых чемпионы Олимпийских игр, мира, Европы, СССР и РСФСР. Его учениками являются: его сын — Артур Акоев, Виктор Наниев, 
Руслан Наниев, Феликс Наниев, Виктор Рамонов, Казбек Халлаев.
Умер в 1997 году.

## Награды и звания
- Заслуженный работник культуры Северной Осетии (1978)